# Carl Österman

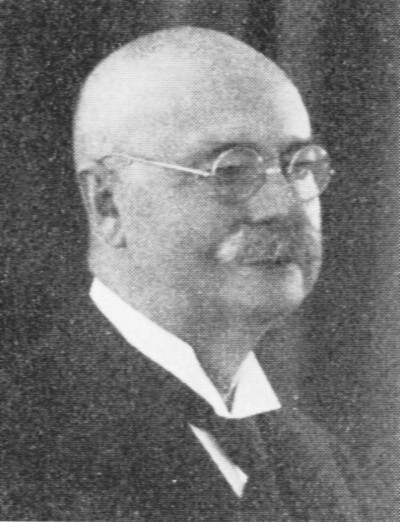
Carl Österman.

Carl August Österman, född 11 januari 1859 i Gryts socken, Östergötland, död 16 december 1938 i Stockholm, var en svensk arkitekt.

## Biografi
Österman studerade vid Tekniska skolan i Stockholm 1875–1878 och blev därefter anställd hos Carl Sandahl mellan 1878 och 1883, samt en del av denna tid även hos Magnus Isæus. Han fortsatte därefter studierna vid Wiens konstakademi 1883–1886. Under tiden i Wien arbetade han för professor Karl von Hasenauer. 1886 belönades han med guldmedalj vid Parissalongen för ett konstnärligt utfört teaterprojekt. Efter studier i Frankrike och Italien återvände han till Sverige 1889 för egen verksamhet i huvudstaden.
1889 vann han pristävlan om ett nytt bankhus för sparbanken i Kristinehamn i konkurrens med bland annat Rudolf Arborelius och Alfred Hellerström. Sedan stadsbranden hade ödelagt delar av staden 1893 kom han att stå bakom återuppbyggnaden flera hus längs Kungsgatan; förutom Sparbankshuset även Järnvägsbyrån och KFUM-huset.
Österman deltog i tävlandet kring Riksbyggnaderna och belönades med inköp. Han deltog även  i den internationella arkitekttävlingen kring operasångaren Carl Hagmans sommarbostad vid Nesøya, där han tilldelades första pris, men förslaget realiserades aldrig.
För industrimannen Carl Otto Bergman ritade på 1890-talet han de två mycket påkostade trävillorna Fjällnäs slott och Sandträsk gård i Lappland. Efter stadsbranden i Mariestad 1895 deltog han i återuppbyggnaden och ritade där ett bank- och ett bostadshus. Under 1890-talet restes 20-talet byggnader signerade Österman i den bygg-boom som rådde i Stockholm. Han spekulerade själv i markaffärer. 1907 köpte han ett markområde på Västra Lagnö där han lät uppföra ett badhotell

## Verk i urval

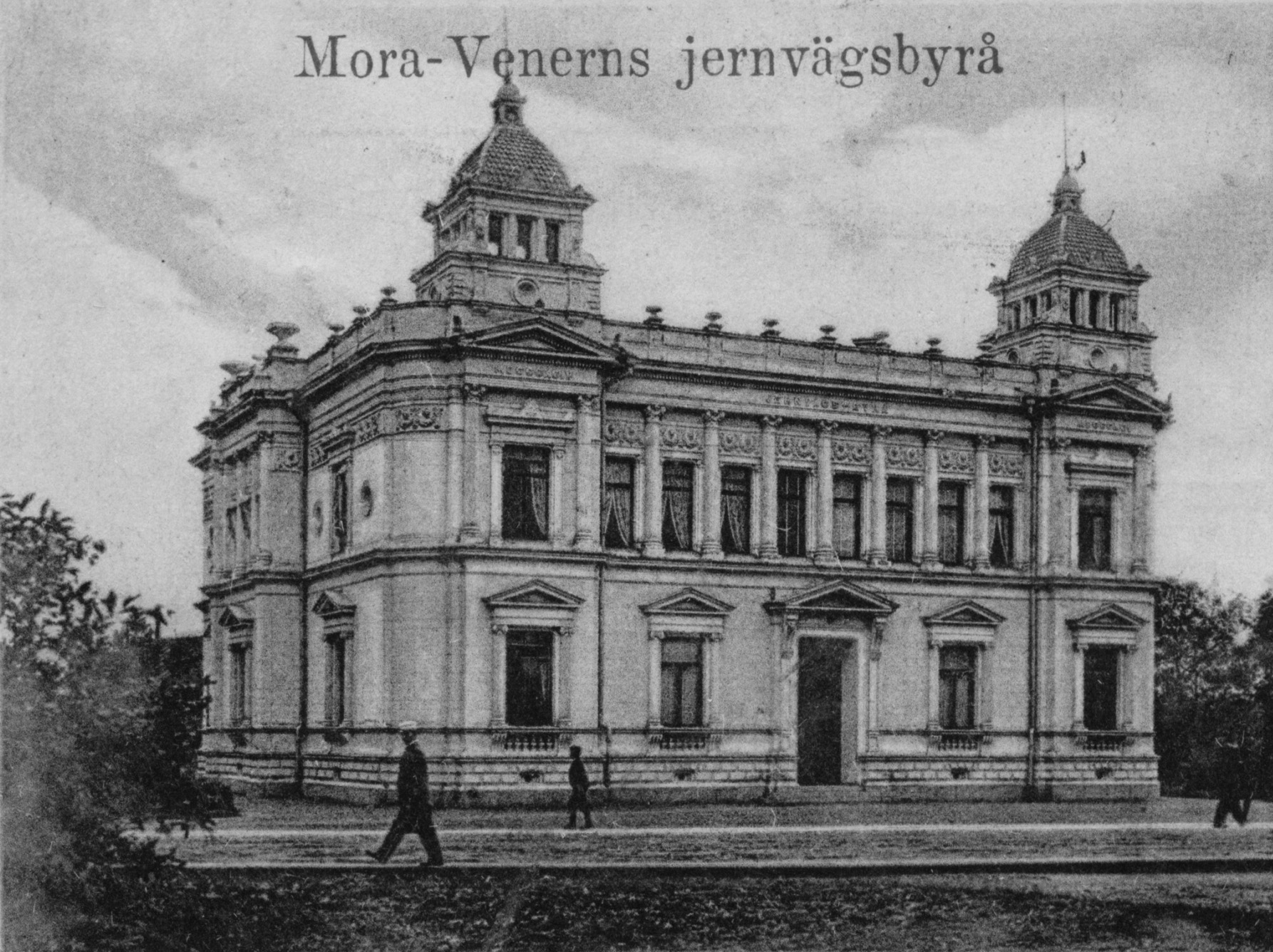
Järnvägsbyrån i Kristinehamn

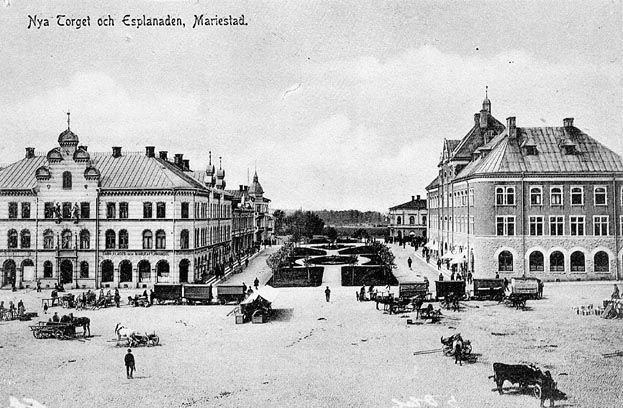
Skaraborgs läns ränte- och kapitalförsäkringsanstalt t.v.

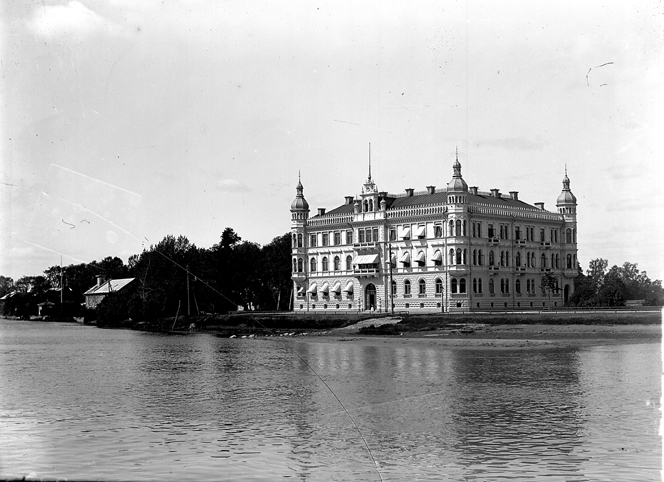
Sockerslottet, Karlstad

- Kristinehamns sparbank, Kungsgatan 21 Kristinehamn, 1892-1893.[4]
- Fjällnäs slott, 1892[5]
- Wallnerska villan, Kristinehamn, 1893[6]
- Sandträsk gård, 1895
- Mora-Vänerns Järnvägs förvaltningsbyggnad, Kungsgatan 32, Kristinehamn, 1895.
- Lejonet 2, Karlagatan 5, Mariestad, 1897
- Skaraborgs läns ränte- och kapitalförsäkringsanstalt, Nya torget, Mariestad, 1897.
- Sockerslottet, Karlstad, 1898 - 1899[4]
- Järnvägsstationen i Skara, 1898[7]
- Wollinska Villan, Borgholm, 1900 [8]
- Strandhotellet, Borgholm, 1900[9]
- Folkskolan i Söderköping, 1900[10]
- Barnhem, Skönbergagatan 20, Söderköping, 1902[11]
- Vestra Lagnö Hafsbad, 1904 [12]
- KFUM-huset, Kristinehamn, 1904[13]
- Muhrska palatset, Wennebergsgatan 9, 1904, Skara [14]
- Westermarkska huset, Järnvägsgatan 10, Skara, 1905-1907[15]
- Folkskola i Skara (nuv. Källeskolan), 1909[16]

I Stockholm:
- Viggen 9, Tavastgatan 35, 1891-1892
- Kasernen 1, Riddargatan 41, 1891-1894
- Båtsmannen Större 21, Kocksgatan 21, 1895-1898
- Bajonetten 4, Storgatan 54 (fasader), 1895-1896
- Räven 13, Nybrogatan 64 / Östermalmsgatan 73, 1896-1898
- Lägret 10, Riddargatan 51, 1896-1897
- Sjöhästen 2, Jungfrugatan 4, 1897
- Falken 6, Skeppargatan 10 / Kaptensgatan 13, 1897-1898
- Harpan 30, Linnégatan 79, 1897-1899
- Tallen 10, Engelbrektsgatan 12, 1897-1899
- Rosen 20, Hälsingegatan 5, 1898-1899
- Sirius 22, Odengatan 79, 1897-1899
- Klippan 7 och 8, Skeppargatan 3–5, 1898-1900
- Tjädern 5, Jungfrugatan 35, 1898-1902
- Hälsokällan 3, Döbelnsgatan 44 / Odengatan 41, 1899-1901
- Hälsokällan 9, Markvardgatan 4, 1899-1900
- Havssvalget 16, Storgatan 8, (ombyggnad- och tillbyggnad )1901-1902
- Pyramus 12, Stora Nygatan 36 (ombyggnad), 1902
- Kättingen 6, Fridhemsgatan 62A, 1905